# ルヴィナ・テーリンク

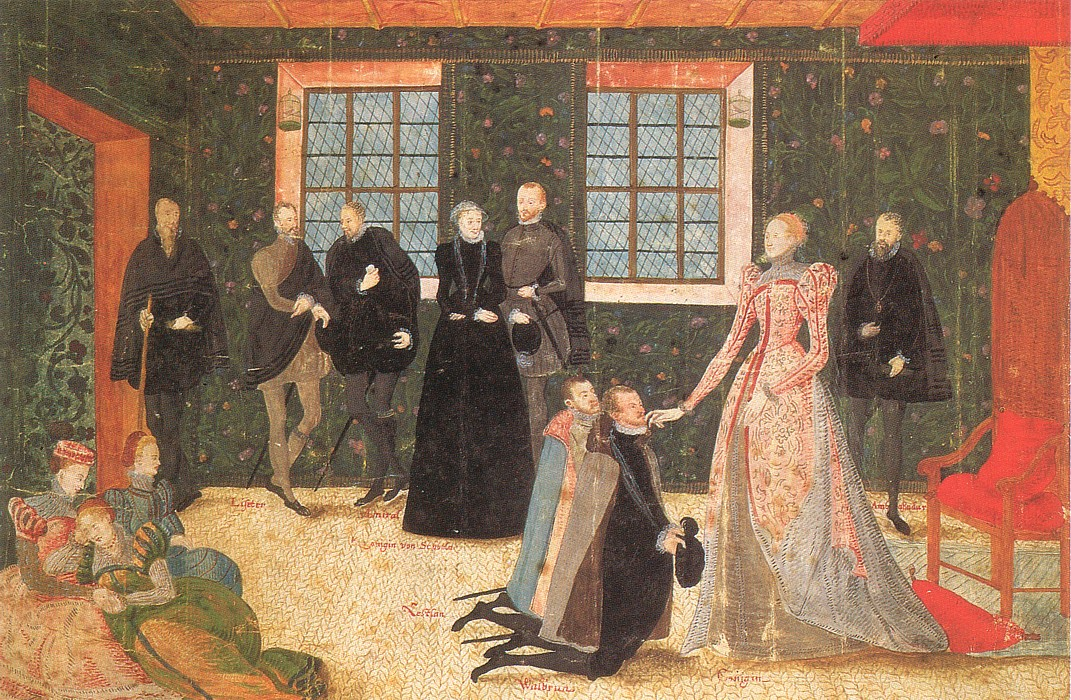
ルヴィナ・テーリンク作とされる「オランダ大使を謁見するエリザベス1世」(1558)、Museumslandschaft Hessen Kassel蔵

リヴィナ・ベニング（Livina Bening）とも呼ばれたこともあるルヴィナ・テーリンク（Levina Teerlinc、1510年代生まれ、1576年6月23日没）は、フランドル生まれのミニアチュール画家である。15454年にイングランドの宮廷に招かれてイギリスで働き、エリザベス1世などの肖像画を描いた。

## 略歴
ブルッヘで有名なヘント生まれの装飾写本画家、シモン・ベニング（Simon Bening、姓の綴りは Benninc や Benninckとも、c.1483-1561）の長女に生まれた。父親からミニアチュール画家としての技術を学び、ジョルジュ・テーリンク（George Teerlinc）という人物と結婚するまで父親の工房で働いたと考えられている。
1545年にイングランド王ヘンリー8世から娘のエリザベス（後の国王エリザベス1世、1566年生まれ）の肖像画を描くために宮廷に招かれ、夫とともにブランケンベルヘからイギリスに移った。前任の宮廷画家であったハンス・ホルバイン（1497/1498-1543）とルーカス・ホーレンバウト（Lucas Horenbout: 1490/1495-1544）は、テーリンクが招かれる少し前に亡くなっていたのでテーリンクは宮廷画家（royal paintrix）の称号を得てホルバインやホーレンバウトより高い俸給を得たとされる。1553年に即位したメアリー1世の肖像画も描いた。1558年にエリザベス1世が即位した後「pictrix domine regina（女王の筆頭画家）」の称号を得た。1576年6月23日にロンドンで亡くなるまで宮廷画家であり続けた。
作品に署名しなかったのでテーリンク作とされる作品は当時の文書から間接的に推定されたものであるが、多くの肖像画や、印章、メダルのデザイン、写本の挿絵や、デザインや刺繍作品も制作したとされる。17世紀末に発生したロンドンのホワイトホール宮殿の火事で多くの作品が失われたと考えられている。

## ルヴィナ・テーリンク作とされる作品

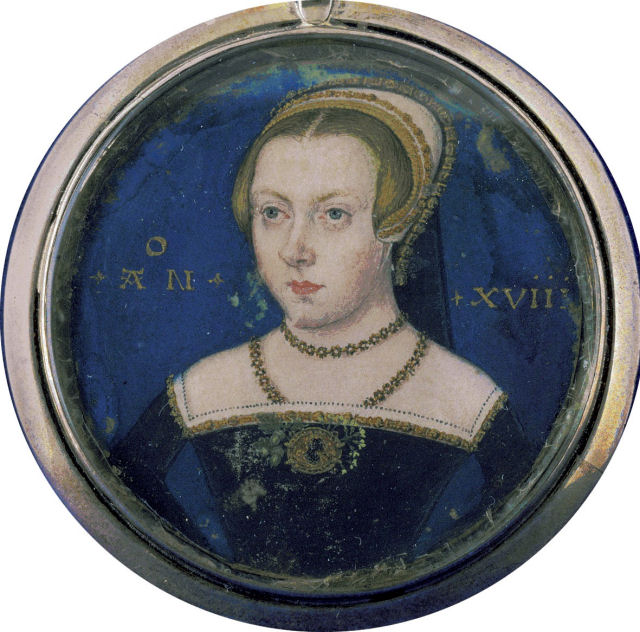
モデル不明のミニアチュール肖像画(c.1535) Yale Center for British Art
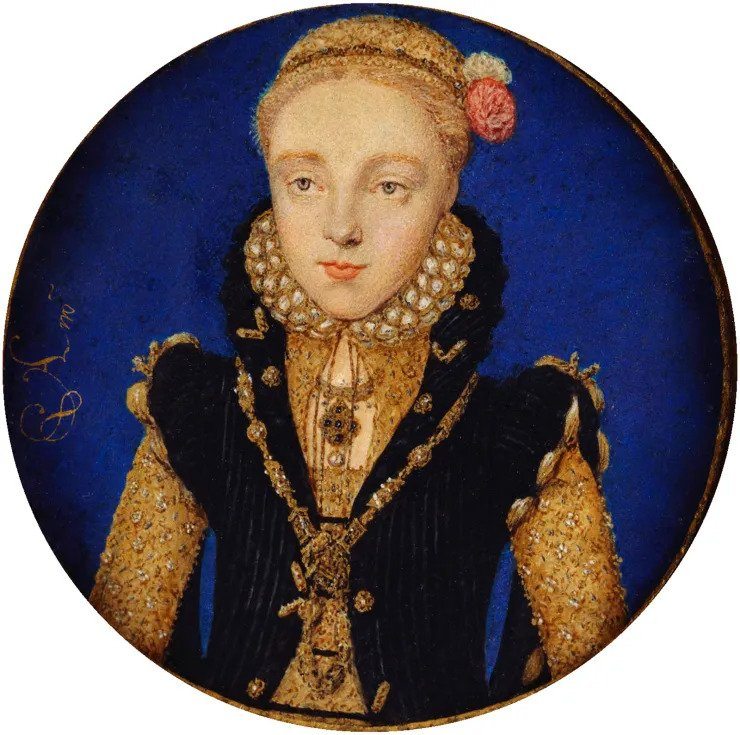
エリザベス1世(c.1565) ロイヤル・コレクション
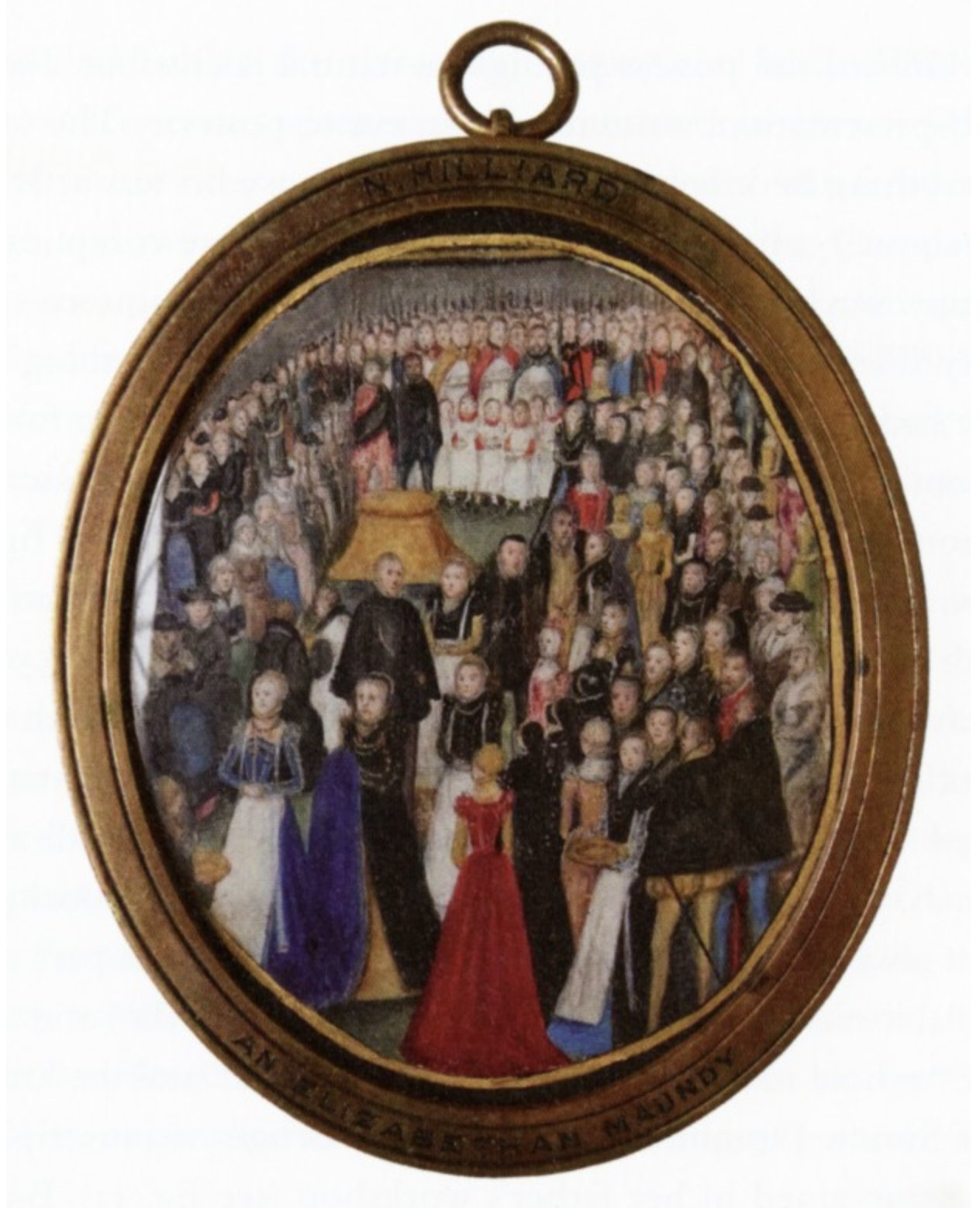
エリザベス女王の洗足式(c.1560)